# Criza secolului al XIV-lea

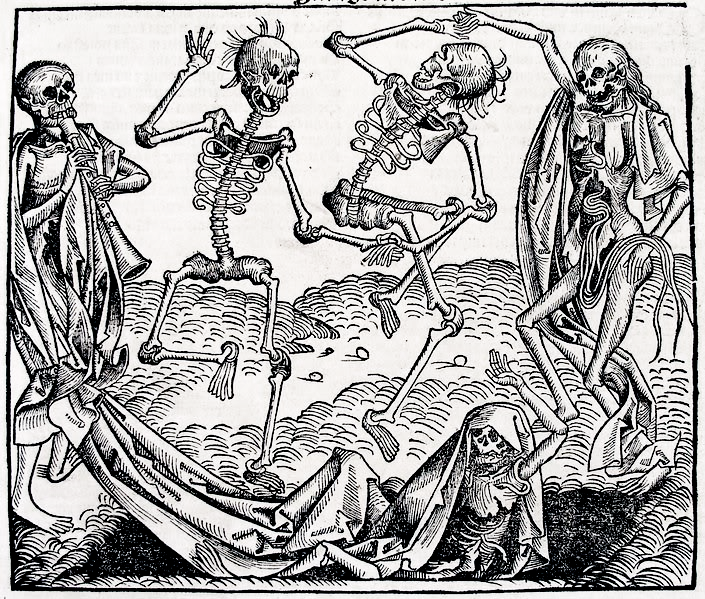
Dansul macabru

Criza de la sfârșitul Evului Mediu se referă la o serie de evenimente în secolele XIV-XV,   prosperitatea și creștere economică europeană stagnând. Trei crize majore au condus la schimbări radicale în toate domeniile societății - colaps demografic, instabilități politice și  revolte religioase.
O serie de foamete și epidemii, începând cu Marea Foamete din 1315-1317 și mai ales Moartea Neagra din 1348, a redus populația la jumătate. Depopularea a fost însoțitǎ de  tulburări sociale și de război endemice. Epuizarea solului, suprapopularea, războaiele, epidemiile  au cauzat foamete în Europa în timpul Evului Mediu. În Franța,  războiul de o sută de ani, recoltele deficitare și a epidemiile au redus populația cu două treimi.  
Revolte țărănești au izbucnit în Europa medievală târzie și războaie civile între nobili ca  Războiul celor Două Roze au fost comune . Unitatea Bisericii Romano-Catolice a fost spulberată de Schisma Apuseanǎ. Sfântul Imperiu Roman a fost, de asemenea, în declin, în urma Marelui Interegnum (1247-1273), formându-se dinastii separate ale diferitelor state germane .

## Demografia

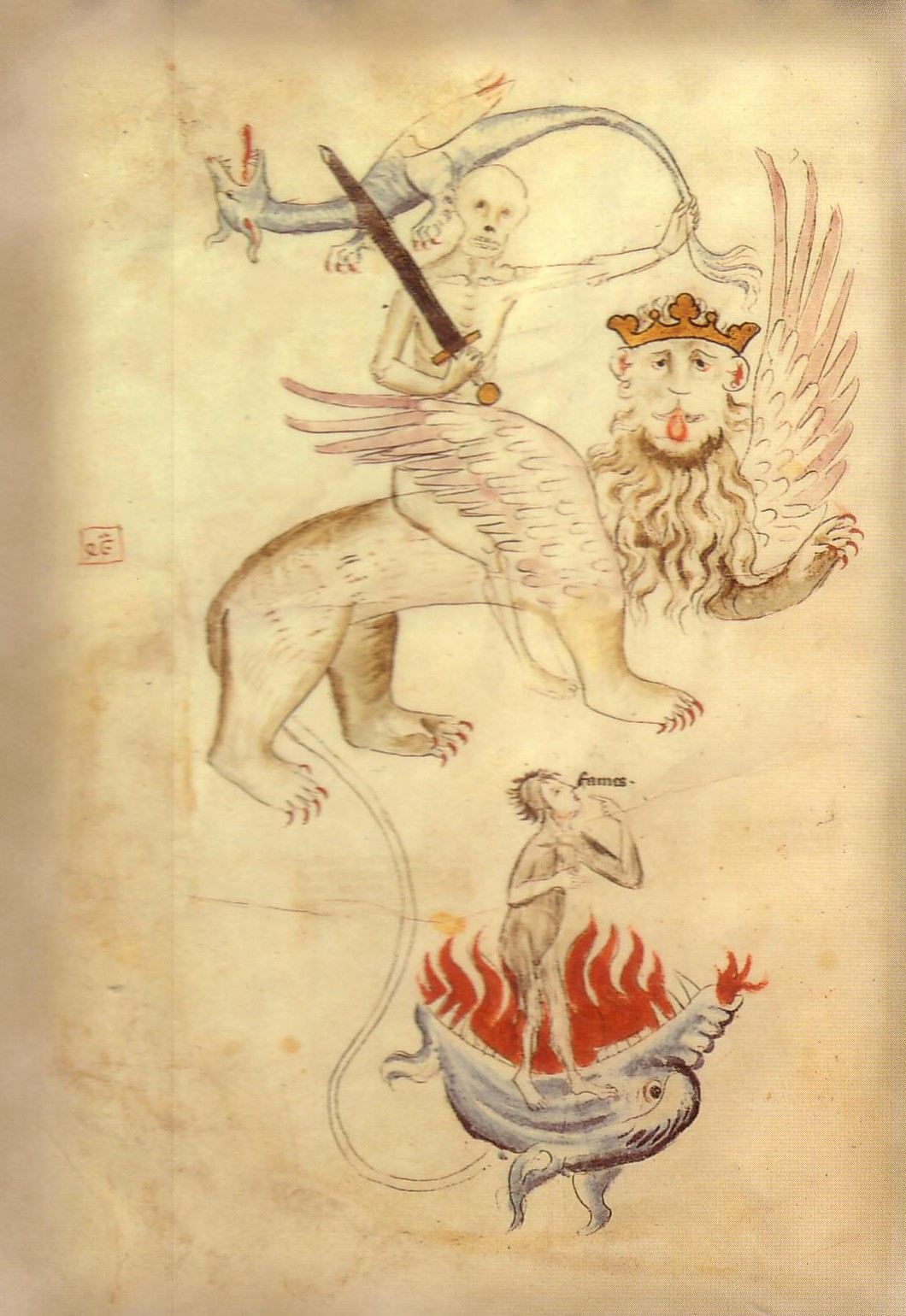
Marea foamete ilustrata printr-o faptura apocaliptica

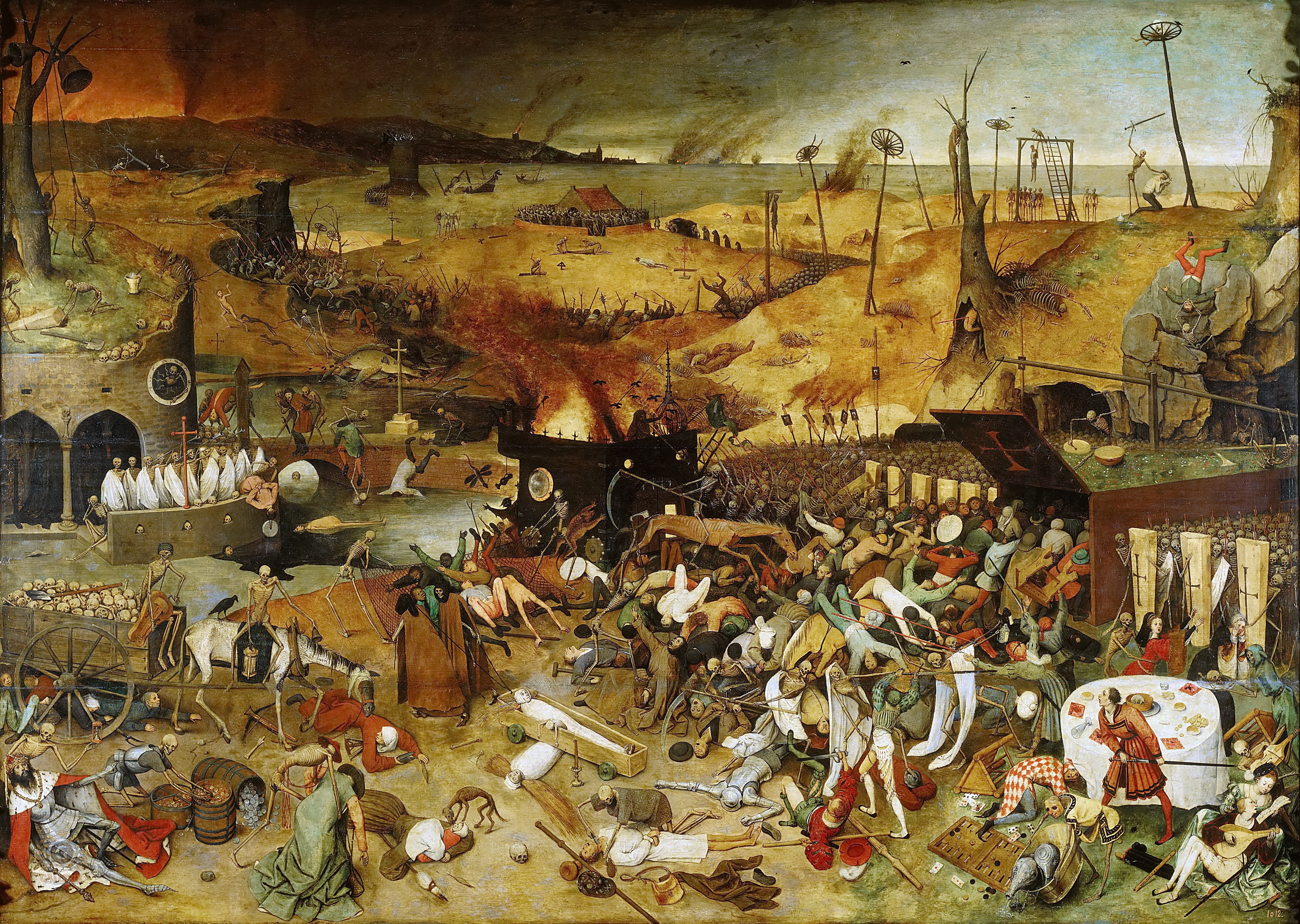
Triumful mortii

Unii cercetători susțin că, la începutul secolului al XIV-lea, Europa a devenit suprapopulatǎ. Colonizarea rurală a luat sfârșit, dar nivelul populației a rămas ridicat. 
Spre sfârșitul secolului al XIII-lea, a început "mică epoca glaciară" aducând ierni aspre și recolte reduse. În Europa nordică, inovațiile tehnologice ca plugul greu și asolamentul trienal nu au mai fost la fel de eficace. Lipsa de alimente și umflarea prețurilor s-au manifestat. Grâul, ovăzul, fânul și animalele domestice erau tot mai rare. Malnutriția crește, iar sistemul imunitar scăzut face că organismul uman să fie mai sensibil la boli. În toamna anului 1314, ploile abundente erau rare, iar iernile erau reci și umede. Recoltele slabe din nord au provocat o foamete de șapte ani. Între anii 1315-1317 s-a produs o foamete catastrofală, cunoscută ca Marea Foamete ce a lovit nord-vestul Europei, reducând populația cu 10%. 

Majoritatea guvernelor au instituit măsuri prin care interziceau exporturile de produse alimantare, condamnau speculatorii de pe piață neagră, stabileau controlul asupra prețului pe cereale și au scos pescuitul în afară legii. Terenurile erau tot mai afectate, în Anglia și Franța, datorită lipsei forței de muncă. Cerealele care erau livrate erau capturate de pirați sau jefuitori și vândute pe piață neagră. Cheltuielile pentru războiul cu Scoția a dus la cheltuieli masive și la exacerbarea inflației. 
În 1337, a avut loc primul val de ciumă, iar între Anglia și Franța a izbucnit războiul de 100 de ani. Situația s-a înrăutățit când Eduard III al Angliei și Filip al VI-lea al Franței au crescut amenzile și chiriile pe proprietăți. 
Economia europeană a intrat într-un cerc vicios de foamete- boli, reducând productivitatea , și astfel producția de cereale a fost redusă, cauzând creșterea prețurilor . Nivelul de trai a scăzut drastic. 
Atunci când o epidemie de febra tifoidă a izbucnit , mii de oameni au murit în centrele urbane populate,mai ales la Ypres (în prezent în Belgia). În 1318 o epidemie de origine necunoscută, uneori identificat ca antrax, a infectat animalele din Europa, în special oi și vite, reducând și mai mult aprovizionarea cu alimente și a veniturilor țărănimii. 

## Marea Ciumǎ

Moartea Neagra

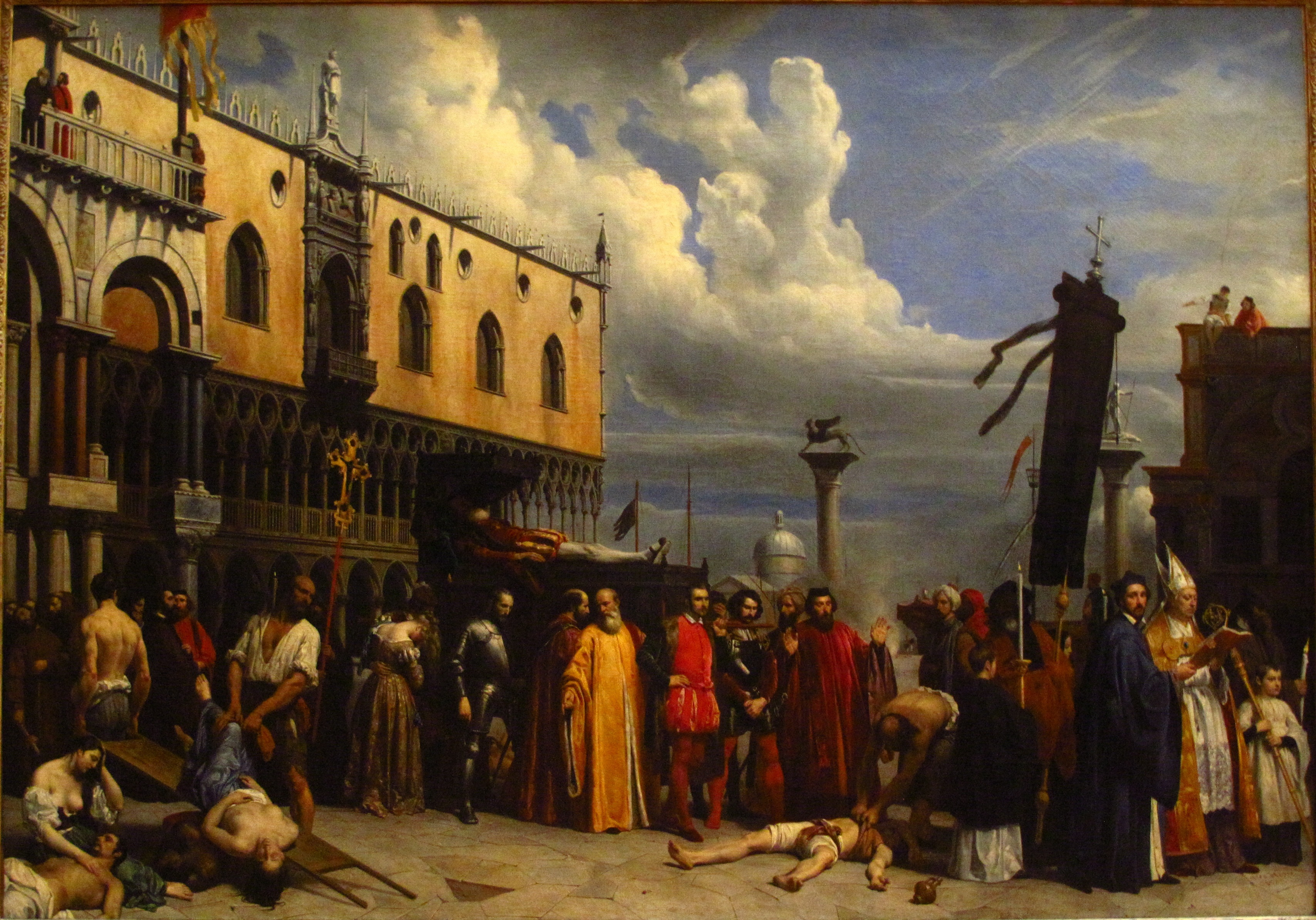
Funeralile lui Titzian care a murit de ciuma

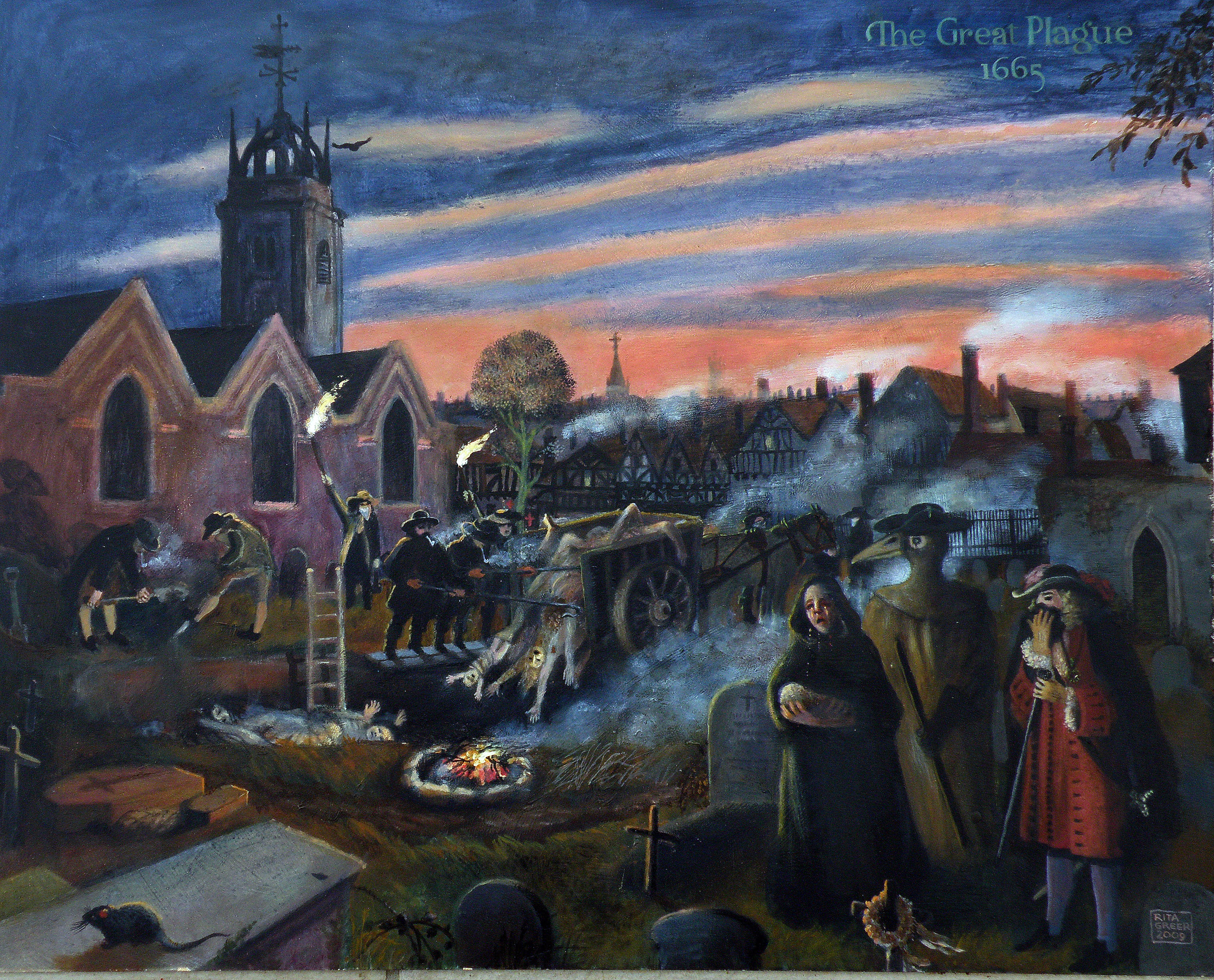
Marea ciuma

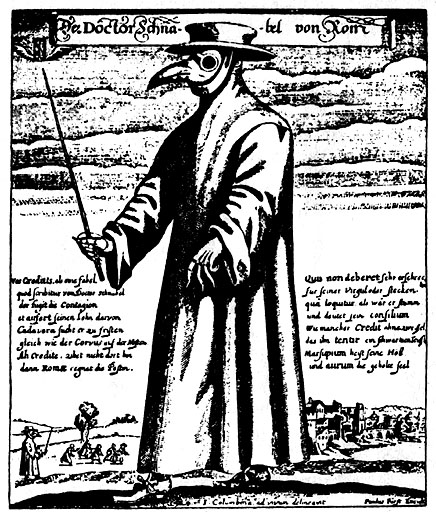
Vindecator

Extremul Orient le-a dǎruit europenilor prin intermediul rutelor comerciale mǎtase, hârtie, praful de puscǎ precum și alte tehnici și inovații care vor iniția marele salt tehnologic spre era modernǎ. Dar prin intermediul rutelor, se va infiltra un ucigaș nevǎzut care va decima populația Europei. Ciuma a izbucnit în Asia Centrală în anii 1340. 
Hanul Jani Beg a comandat forțe tǎtare ce au atacat portul crimeean Kaffa în 1343. Dupǎ ce asediul i-a fost respins de forțele italiene, a revenit în 1345. Dar mongolii au fost cuprinși de ciumă, boală provocată de lipsa de igienă și răspândită prin intermediul șobolanilor, căpușelor, puricilor , și și-au dat seama că nu mai pot continuă asediul au folosit pentru prima dată în istorie armă bacteriologică, aruncând cadavrele în descompunere ale victimelor ciumei în interiorul cetății. Marinarii genovezi infectați care au navigat din Kaffa spre Genova, au introdus "Moartea Neagrǎ" în Europa. În 1345, China a fost lovită de ciumă în nord și în sud. În 1347, italienii transmit ciumă în lumea mediteraneană, prin intermediul regiunilor puternic urbanizate. Din Asia de Sud-Est, ciumă se extinde în India, Irak și Persia. În 1348, ciuma se extinde din Italia și ajunge la Avignon(unde se aflau trupe engleze), la Paris și la Londra în 1348 (adusă de trupele engleze de la Avignon) , Scandinavia și Rusia în 1349. În est, ciumă se răspândește la Mecca și Yemen, și ajunge în largul Oceanului Indian. 
Oamenii credeau cǎ ciumă era o pedeapsǎ divinǎ , cǎ provenea din aer sau apǎ, neavând nici cea mai vagǎ idee cǎ ar proveni de la șobolani.Epidemia a fost rǎspânditǎ de puricii de pe șobolani care s-au înmulțit în conditile favorabile datoritǎ orașelor aglomerate, strǎzilor pline de gunoaie și excremente și lipsei de igienǎ. Treptat, bacteria care inițial se transmitea de la animal la om a dezvoltat mutații genetice transmițându-se de la om la om pe calea aerului, extinzându-se rapid și ucigând în timp scurt. 
Boală se manifestǎ prin apariția petelor de sânge ce se formau sub piele și se înnegreau și umflǎturi bubonice spre interiorul articulațiilor coapselor și la subsori. Victimele sfârșeau îngrozitor la câteva ore sau zile dupǎ apariția simptomelor. Tratamentele medicale de atunci erau ineficiente și primitive. Ciumă Neagrǎ a devastat regiuni întregi: sate, gospodǎrii și orașe au fost abandonate, bisericile și mânǎstirile erau pustite (cǎci mulți bolnavi de ciumǎ se duceau pentru a cere ajutor), meșteșugarii au fost nimiciți, negustorii panicați au evitat multe regiuni, ducând Europa la stagnare economică totalǎ. 
Cadavrele erau lǎsate pe câmpuri, deoarece toți doctorii, preoții și groparii erau morți, fie erau înhumate în gropi comune. La Avignon, însuși Papa Clement al VI-lea a ordonat aruncarea cadavrelor în răul Ron. Disperarea și lipsa raționamentului i-au fǎcut pe mulți oameni sǎ ajungǎ sǎ comitǎ fapte nebunești, ajungând sǎ invinovateascǎ comunitǎțile evreiești, persecutând și masacrând mii de evrei care nu doreau sǎ se converteascǎ. Sistemul feudal se prǎbușise . Marile orașe erau pustiite. În acest timp, Franța și Anglia erau mǎcinate de rǎzboaie. Sfârșitul lumii pǎrea cǎ sosise pentru oamenii evului mediu. 
Ciumă a nimicit 25 de milioane de europeni, 35-40 % din populația Egiptului, iar în China, au murit aproximativ 60 de milioane de locuitori. La nivel global, 100 de milioane de oameni au fost uciși în 6 ani (20% din populația lumii) ceea ce a dus la plafonarea populatiuei la niveluri reduse pentru un secol. Zonele intens urbanizate cu foarte multe contacte erau cele mai expuse epidemiei. 
Multe familii și comunități s-au destrămat. Psihologic, mulți oameni erau afectați încât s-au destabilizat, ceea ce a dus la pogromuri (ucigând evreii și alți indivizi de altă credință), iar flagelanții considerau că ciumă era o pedeapsa divină. 
Orizonturile temporale erau mai scurte pentru oameni. Activitățile economice s-a dezorganizat, iar pe termen mediu, are loc o contracție a economiei datorită forței de muncă reduse. Așezările au fost abandonate, suprafețele cultivate s-au restrâns, comerțul transcontinental s-a restrâns sau s-a blocat și au început dispute cu privire asupra împărțirii rezultatelor activității economice. 

## Răscoalele țărănești
Nemulțumirile au dus la izbucnirea rezistenței țărănești. Țăranii trebuiau să presteze sau să achite obligațiile față de stăpânii feudali. Aceștia au emis petiții, alții au fugit de pe domeniu, devenind haiduci sau conducând răscoale. Cele mai frecvente erau revoltele locale și spontane. Cele mai rare erau marile răscoale, în care participau alte grupuri sociale, cum a fost la Jacqueria din 1358, cea condusă de Wat Tyler din 1381 și Războaiele Husite din 1419-1438. Răscoalele erau înfrânte, dar pe termen mediu, situația economică-socială s-a îmbunătățit pentru țăranii ce au supraviețuit marii ciume. 
Restrângerea volumului resurselor disponibile era consecință a crizei. Capacitatea de acțiune a statelor s-a diminuat, iar conflictele pentru resurse s-au multiplicat atât în interiorul statelor, dar și între state, cauzând sincope dinastice și sincope politice. 
Epidemiile de ciumă loveau fără discriminare de statut orice om, fie că era rege, episcop sau negustori. Statele europene erau mai slabe în secolul XIV decât au fost în secolul anterior. De exemplu, Franța în 1300 era guvernată de Filip al IV-lea cel Frumos, aflându-se într-un proces de centralizare politică și de întărire a puterii monarhice. Prin 1400, Franța era fragmentată, slăbită de războiul cu englezii, iar nordul era supus acestora. 
Prima mare răscoala a izbucnit în Flandra în 1323, condusă de lideri rebeli din orașe, escaladând într-o revoltă la scară largă timp de cinci ani. Revolta din Flandra a izbucnit din cauza taxelor excesive și politicii pro-franceze a contelui Ludovic I. Regele Franței a intervenit și, prin bătălia de la Cassel din 1328, rebeliunea a fost înfrântă.

### Jacqueria

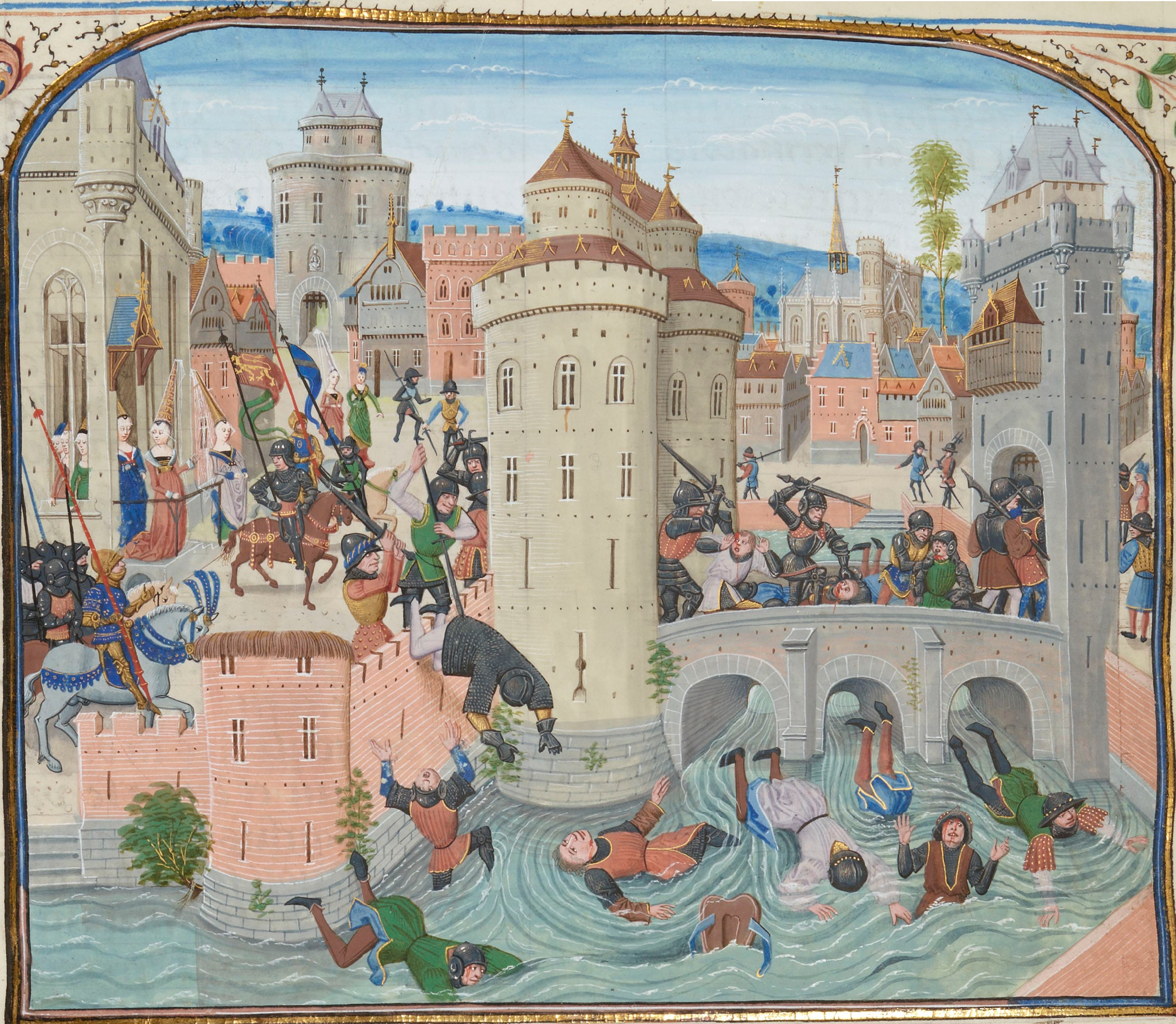
Jacquerie

La 30 de ani după revoltă flamandă, a izbucnit o altă răscoala în Franța de Nod, pe valea răului Oise, ce a rămas în istorie sub numele de Jacqueria, după porecla liderului ei, Guillaume Cale, cunoscut ca Jacques Bonhomme. Regele francez, Ioan al II-lea, a fost capturat de englezi în bătălia de la Poitiers din 1356 și închis în Anglia. Franța neavând rege, puterea a fost împărțită între Stările Generale, regele Navarrei și Delfinul Carol. Stările Generale fiind dezbinate, și cum cei doi regi se certau, nobilii și clericii au putut exploata țăranii și au impus taxe mari. Țăranii neacceptând, au izbucnit răscoala împotriva nobililor considerați "corupți" și învinovățiți pentru înfrângerea de la Poitiers. Productivitatea scăzută a dus la foamete, iar grupurile de bandiți au prădat și jefuit nordul Franței, ducând la o perioada de anarhie. În 1358 a început o serie de rebeliuni violente în multe locuri din Franța. Cronicarul Ioan cel Frumos descrie că "țăranii au ucis un cavaler, l-au pus într-un proțap și l-au prăjit în timp ce nevasta și copii săi se uitau. 10-12 dintre ei au violat-o și au forțat-o să mănânce carnea prăjită a soțului ei și i-au ucis pe ea și pe copii.” Funcționarii însărcinați cu strângerea taxelor au răspândit vestea despre rebeliune din sat în sat, încurajând oamenii să se alăture rebeliunii pentru a șubrezi poziția nobilimii. Froissart scrie că țăranii au distrus peste 150 de castele și conace, capturând și ucigând cu sadism familiile nobiliare. 
În iulie 1358, Parisul s-a predat în față trupelor Delfinului. Conducătorul rebeliunii din oraș, Étienne Marcel, a fost ucis. Asociații săi bogați l-au părăsit. Rebeliunea a fost reprimată de Carol al II-lea de Navarra, care comandă o armată a nobililor francezi. Carol l-a invitat pe Guillaume Cale, liderul rebel, să negocieze un armistițiu. Când a sosit în orașul Mello pentru negocieri a fost capturat și decapitat. Armata lui Cale, de 20 000 de oameni, a fost înfrântă de diviziile de cavalerie în bătălia de la Mello. Înfrângerea decisivă a fost urmată de o companie în zona Beauvais. Țăranii erau arestați la întâmplare și spânzurați de soldați în fiecare sat. 

### Marea Răscoala

Revolta lui John Ball si Wat Tyler

În 1381, în Anglia, a izbucnit o altă răscoala, numită „Marea Răscoala”. Motivul declanșării rebeliunii a fost impunerea unui impozit pe cap de om. Toată lumea plătea aceeași suma indiferent de avere pentru a finanța aventurile militare din Franța. Impozitul din 1377 era de o moneda de argint, dar în 1381, crescuse de trei ori. Țară era condusă de un rege de 14 ani, [Richard al II-lea al Angliei|Richard al II-lea]]. Puterea se află așadar în mâinile unor aristocrați că Ioan de Gaunt, ce era regent, și Șir Robert Hales, trezorier, și clerici că Simon de Sudbury, cancelar și arhiepiscop de Canterbury. Erau considerați tirani cruzi, neîndurători și egoiști, ce exploatau slăbiciunea regelui minor. 
După ce ciumă a redus forță de muncă, lucrătorii supraviețuitori au cerut salarii mai mari. Dar statutul lor fixă salariile și restricționa mobilitatea lucrătorilor, pentru a bloca aceste cereri. Rebeliunea a izbucnit în satul Brentwood din Essex. John Bampton a sosit în sat, însoțit de două gărzi de corp, pentru a cere țăranilor să plătească impozitul, deși aceștia plătiseră deja și au refuzat. Bampton a arestat sătenii, și astfel, 100 de țărani conduși de Thomas Baker l-au izgonit din Brentwood. Brampton a raportat incidentul la Londra, și au fost trimiși soldați. Baker și țăranii i-au respins și i-au decapitat pe unii dintre ei. Nemulțumirea și violențele s-au extins rapid în toată Anglia de sud-est. Comitatele Essex și Kent erau cuprinse și ele de rebeli. Unul dintre lideri, care conducea contigentul din Kent, era Walter Wit Tyler, carismatic și lider al răscoalei. Rebelii au ajuns la Blackheath, la periferiile Londrei, unde preotul John Ball a ținut o predică inspiratoare, întrebându-se „cine erau nobilii pe vremea lui Adam când săpă și Eva torcea?” Rebeliunea a căpătat un fundament profund, mergând pe ideea egalității a oamenilor, clasele sociale și privilegiile fiind făcute de oameni, nu de divinitate. A două zi, rebelii au traversat Podul Londrei din Southwark în City din Londra. 
În Essex, oamenii s-au adunat sub Jack Straw la Great Baddow și au pornit spre Londra, sosind la Stepney. Multe proprietăți au fost atacate. Pe 14 iunie, au fost primiți de tânărul rege, căruia i-au prezentat cererile pentru demiterea celor mai nepopulari oficiali ai săi și abolirea iobăgiei. Alți rebeli au pătruns în Turnul Londrei, acolo unde l-au găsit pe Simon Sudbury, l-au tarat afară și i-au ciopârțit capul cu sadism. Șir Robert Hales a fost ucis, iar Palatul Savoy al lui Ioan de Gaunt a fost distrus. 
Regele a acceptat să se întâlnească cu rebelii la Smithfield. Wat Tyler a descălecat atunci în față regelui, a cerut de băut și s-a comportat inadecvat cu regele, amintindu-l cu pumnalul. Lordul Primar al Londrei, William Walworth, și-a scos sabia și l-a rănit mortal pe Tyler la gât. Ralph de Standish, un cavaler, și-a înfipt sabia în stomacul lui Tyler. Tyler s-a retras într-o casă de apropiere murind în agonie. Rebelii au trecut la violente, însă regele s-a impus, spunând „nu aveți alt căpitan în afară de mine” ceea ce i-a liniștit pe moment. 
Clasa conducătoare și-a revenit, a recrutat o miliție de 7.000 de oameni, iar liderii rebeliunii au fost capturați și executați, că Jack Straw ce și-a trădat camarazii sub tortură, fiind executat. Rebeliunea s-a stins, iar impozitele erau strânse din nou, însă era sfârșitul iobăgiei, fiind adoptate unele reforme ce creșteau drepturile țăranilor pe termen mediu.

## Conflicte politice
- Războiul de 100 de Ani
- Războaiele Bizantino-Otomane
- Razboaiele polono-lituaniene
- Invazia mongola asupra Rusiei
- Criza din Portugalia (1383-1385)
- Razboaiele Burgundiei
- Invazia otomana asupra Europei

## Criza bisericească

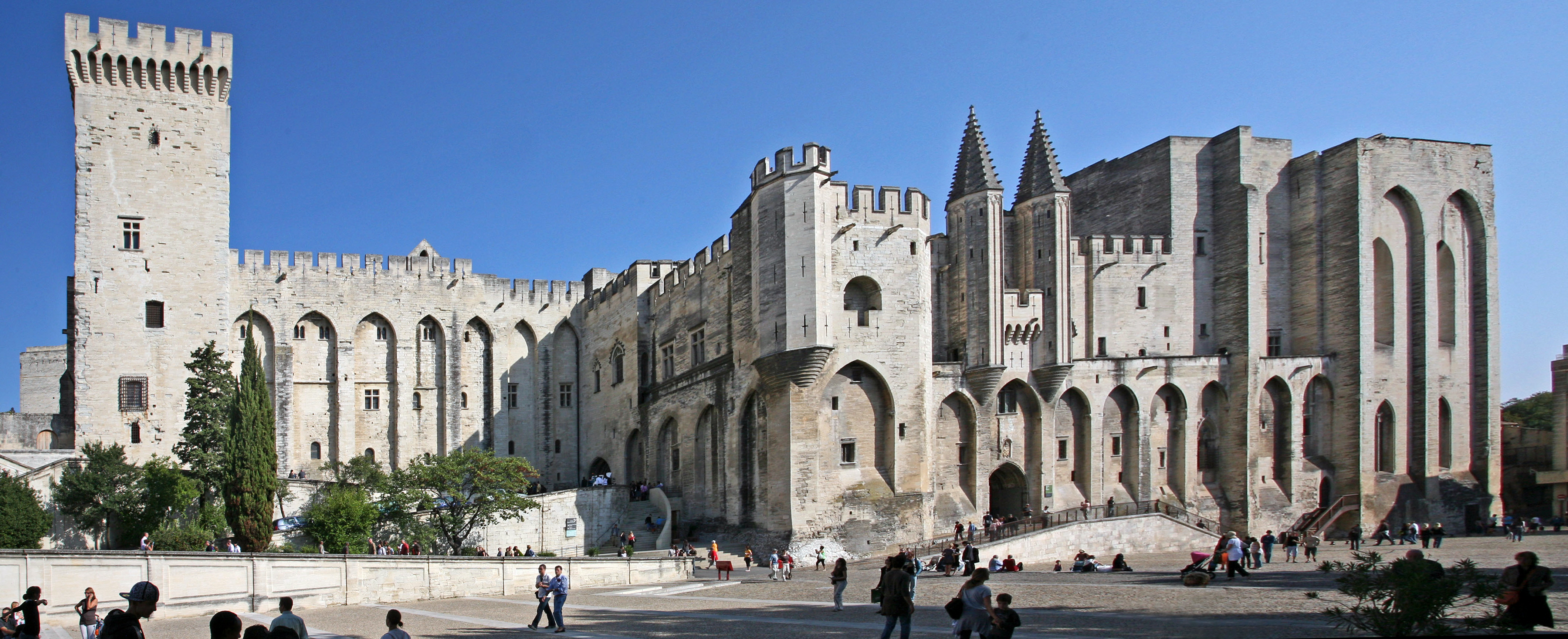
Avignon, palatul papal

Schisma apuseana

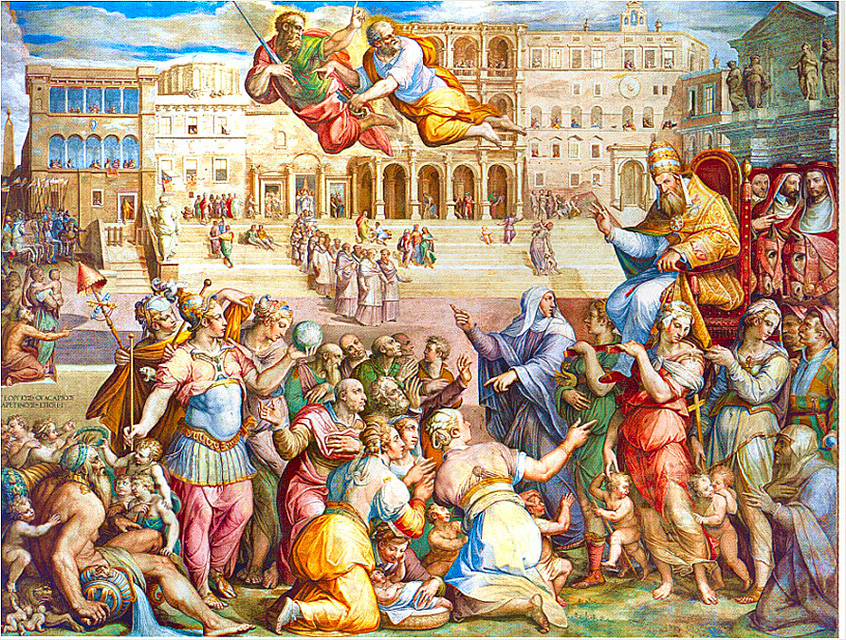
Intoarcerea papei Grigore la Roma

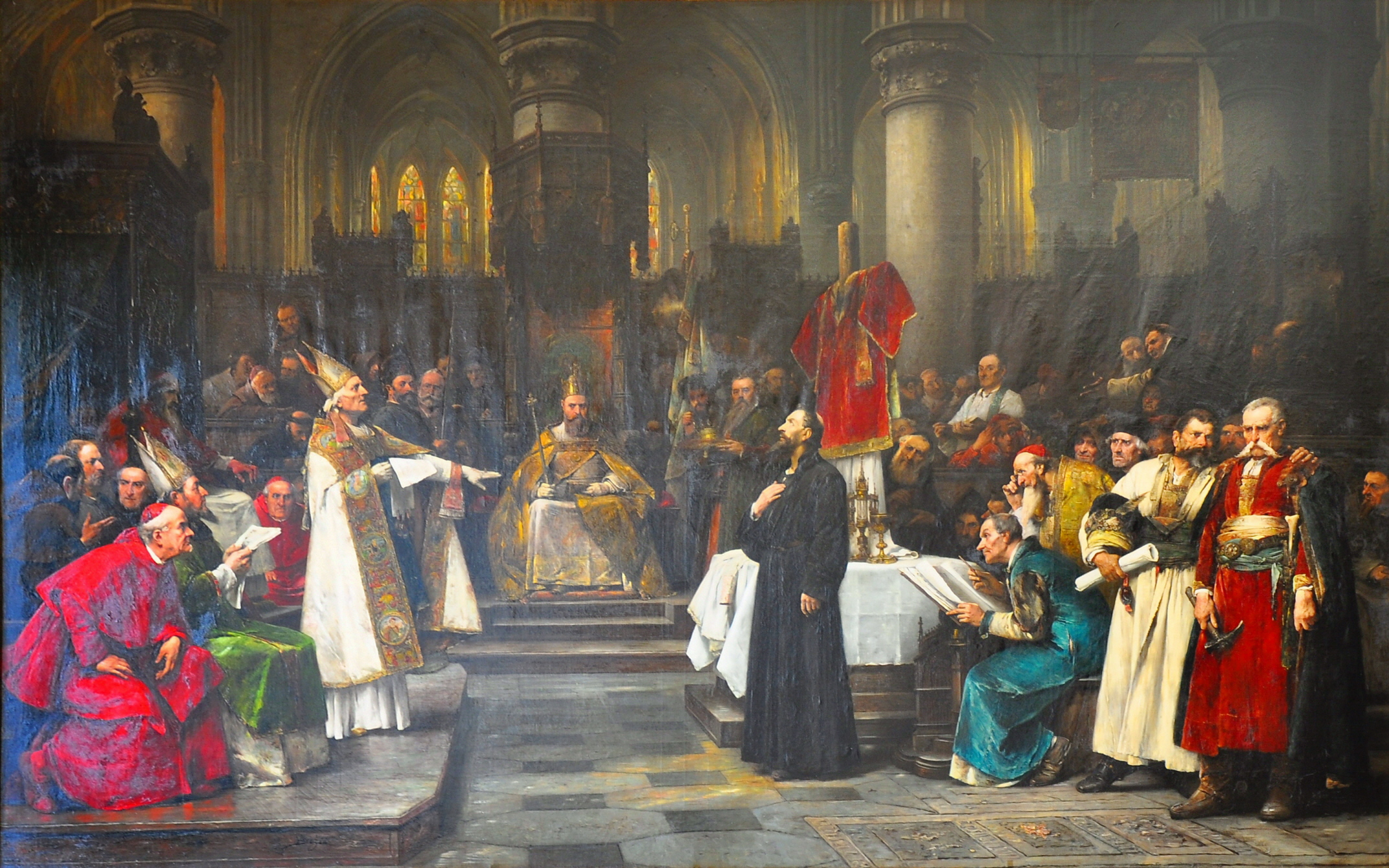
Condamnarea lui Ian Hus in conciliul de la Constantz

Papalitatea a întâmpinat dificultatea de a face față puterii monarhice și ridicării unor centre social-politice concurente, consolidate în sec. XII-XIII. Papii s-au concentrat pe lupta cu împărații germani. Nu au putut stopa ridicarea puterii orașelor și altor centre de putere și nici nu au putut înfrâna ascensiunea altor monarhi. 
Acestea aveau o capacitate redusă de a controla viesparul politic din centrul Italiei, fiind plină de nobili, puteri locale, regionale, ceea ce ingreuneau șederea papei la Roma. Biserica nu putea răspunde nevoilor de solidaritate și de îndrumare a credincioșilor, pentru că biserica s-a îmbogățit. 
Între papa Bonifaciu al VIII-lea și Filip al IV-lea cel Frumos al Franței a izbucnit un conflict legat de veniturile bisericii catolice din interiorul regatului francez. Regele Franței a convocat Adunarea Stărilor Generale în 1302 și a consemnat fidelitatea ierarhiei bisericești, episcopii acceptând să asculte mai întâi de rege, apoi de papa. A trimis un detașament militar în Italia, la Aniani, în 1303, care s-a coalizat cu nobilii italieni și l-a capturat pe papa Bonifaciu. Nobilii italieni l-au umilit pe papa, iar unul dintre ei l-a pălmuit cu o mănușă de oțel. Orășenii s-au revoltat, iar trupele l-au eliberat. Trupele franceze au evacuat zona și poziția papei a fost restaurată, dar tot era vulnerabilă. 
În 1309, noul papa, Clement al V-lea a decis să-și stabilească reședința în afară Italiei, la Avignon, pe teritoriul de granița dintre Imperiul Româno German și Regatul Franței, ce aparținea familiei de Anjou. Papa credea că va duce o viață liniștită și stabilă. Nu a fost așa decât atunci când a fost nevoit să se afle sub controlul regelui Franței. Papii au stat din 1309 la Avignon pna în 1377. Erau încă recunoscuți că șefi ai bisericii catolice. După moartea papei Clement, trebuia să fie organizat un conclavu, dar regele Franței i-a închis pe cardinali, i-a pus să postească pentru a se înțelege în privința alegerii papei. Jaques Duez a jucat teatru și a mimat că era bolnav, iar cardinalii au sugerat alegerea acestuia. Este ales papa și s-a însănătoșit subit. S-au realizat progrese în administrarea bisericii în timpul papei Ioan al XXII-lea din 1316 până în 1334. S-a concentrat pe aspectele financiare și administrative. Avea o legitimitate diminuată în contextul dependenței față de regele Franței, iar creștinii europeni nu priveau cu ochi buni. Astfel, în 1323 izbucnește revolta Flandrei și se aliază cu englezii, fiind excomunicați de papa. 
Frământările de după marea ciumă s-au accentuat, iar biserica nu putea să gestioneze problemele. 
Papalitatea de la Avignon era văzută sceptic de crestinitate și de înalții prelați și apare ideea că papalitatea s-ar întări dacă s-ar întoarce la Roma. În 1377, este ales papa Grigore XI care va intră triumfal la Roma, dar va muri în 1378. După moartea sa, începe lungă schismă a bisericii romano-catolice, ce va dura până în 1417. 
Colegiul Cardinalilor s-a divizat, unii susținând că papa ar trebui să rămână la Roma, alții consideră că trebuie să se întoarcă la Avignon. Unii îl aleg că papa pe Urban al VI-lea la Roma, iar alții îl aleg pe Clement al VII-lea la Avignon. Dublă alegere izucneste schisma. Credincioșii, regii și ierarhia bisericească vor întâmpina problema obedienței față de cei doi papi. Adepții papalității de la Avignon erau Franța, până în 1398, Napoli, Scoția, Castillia , Aragon, Savoia și Cipru. Adepții papalității de la Roma erau Anglia, statele italiene din nord și centrul peninsulei, Imperiul Romano-German (tradițional, încoronarea împăratului trebuia să aibă loc la Roma), țările nordice și central-estice, și Portugalia.
Schismă este prelungită, ceea ce a generat o criză de legitimate gravă și tentative de reforma. În Anglia, John Wyclif a negat rolul împărtășaniei și al bisericii prin mântuire, a afirmat biblia că sursă fundamentală a religiei, traducând-o în limba engleză și a negat rolul conducător al papalității și ordinele monastice. 
În Cehia, Ian Huș a negat rolul împărtășaniei, dar a cerut întoarcerea bisericii la idealurile primitive. Consideră că biserica nu trebuia să administreze bogații, ci să-i slujească pe credincioși pe plan spiritual. A atacat practică indulgențelor și a avut convingeri naționale, fiind rector la Universitatea din Praga. 
Au avut loc tentative de unificare a bisericii. Prima a fost întâlnirea de la Savoia din 1407, însă papii nu s-au prezentat. 
A doua a fost conciliul de la Pisa din 1409, prin care a fost ales al treilea papa, Alexandru al V-lea. Erau trei papi simultan. 
Sigismund de Luxemburg, fiul lui Carol al IV-lea de Luxemburg, a convocat conciliul de la Konstanz. Era regele Ungariei din 1386 și fratele împăratului german, ce avea să fie detronat de un bavarez. În 1410, este propus că rege german, dar a apărut problema încoronării. A discutat cu regii europeni și au căzut de acord că trebuia organizat un conciliu cu reprezentanții regilor care să-i controleze pe episcopi-procuratori pentru a putea cădea de acord. Conciliul s-a întrunit în 1414, în orașul Konstanz, unde s-au întâlnit clerici din toată lumea. 
Conciliul l-a condamnat și executat pe Ian Huș care era adpostit de Sigismund, iar execuția a declanșat războaiele husite de 15 ani. 
Conciliul a afirmat primatul asupra papiilor prin decretul Haec Sancra din 1415, acesta având autoritatea supremă. Toți cei trei papi au fost eliminați: Ioan XXII de Pisa a fost arestat și depus, Grigore al XII-lea de Roma a abdicat că să asigure legalitatea conciliului, iar Benedict XII de Avignon a fost excomunicat și s-a refugiat la Aragon. 
A fost ales un nou papa, Martin al V-lea. Însă vor urmă o serie de concilii. În 1423-1424 a avut loc conciliul de la Pisa, în 1431 a avut conciliul de la Basel, prin care a izbucnit conflictul dintre adepții supremației conciliilor și adepții supremației papiilor. Conciliul de la Basel a durat până în 1449, fiind preocupări masive de reforma internă a bisericii și a prerogativelor papale, ce rezistă unor bule de disoluție a papei Eugen al IV-lea. În 1433 are loc compromisul cu husiții prin compactele de la Basel, punând bazele încheierii razboaieor husite. Erau recunoscute secularizariile făcute de husiți în Cehia și li se acordau împărtășania în ambele forme (pe rit catolic pentru laici: numai cu pâine, clerici: pâine și vin; ori husiții nu au cerut diferențierea dintre clerici și laici). Husiții au recunoscut papalitatea și pe Sigismund ca rege al Ungariei în 1434. 
În 1437, Eugen al IV-lea și-a chemat adepții la Ferara și la Florența. Conciliul de la Basel a ales alt papa. Între 1436-1445 s-a desfășurat conciliul de la Ferrara-Florența. Prin conciliu, este ales ducele Amedeu de Savoia ca papa Felix al IV-lea. 
Eugen al IV-lea i-a sprijinit pe bizantinii înconjurați de otomani, dar cu patru condiții pentru ortodocși impuse la Uniunea religioasă de la Florența din 1439: să recunoască primatul papal, filoque (Sfântul Duh purcede și din Tată și Fiu), recunoașterea purgatoriului și împărtășania cu azimă. A fost impusă și politică de cruciadă prin "campania cea lungă" din 1443-1444, bătălia de la Varna din toamna 1444, soldată cu înfrângere, și campania din 1448, încheiată tot cu o înfrângere în bătălia de la Kosovo. 
Are loc o înțelegere cu diverși regi, mai ales cu regele Franței ce a făcut concesii cu veniturile bisericești, transmițând episcopilor să se ducă la Florența că să se supună papei Eugeniu, și cu împăratul german Frederic III. În 1449, ultimii participanți la conciliu sunt alungați de la Basel și Laussane, și se supun noului papa Nicolae al V-lea, ceea ce semnifică victoria papalității asupra conciliilor și îngroparea tratativelor de reforma a bisericii din interior. 
Și din nou, biserica nu putea răspunde nevoilor credincioșilor. 